# إهمال الذات

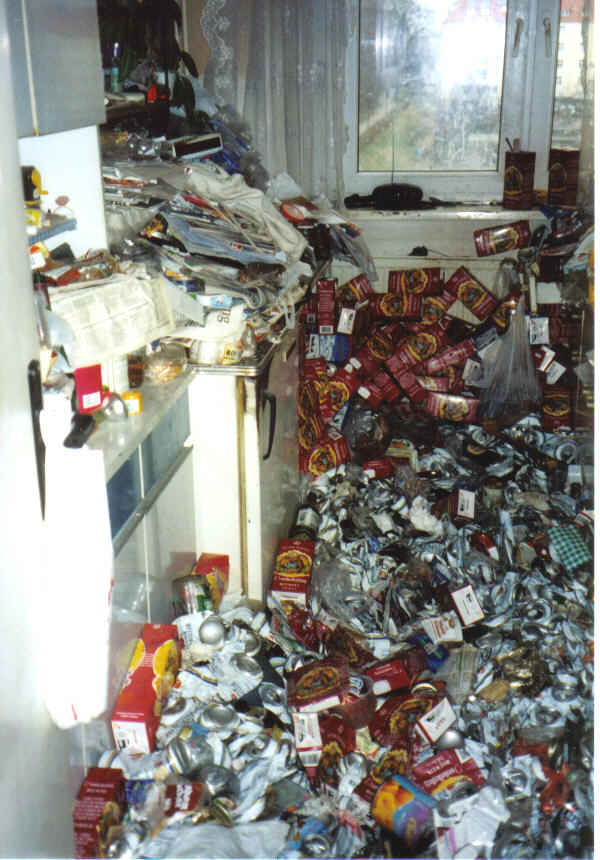

إهمال الذات هو حالة سلوكية يهمل فيها الفرد في تلبية احتياجاته الأساسية، مثل النظافة الشخصية، والملابس المناسبة، والتغذية، أو الاعتناء بشكل مناسب بأي ظروف طبية لديهم. وبشكل أعم، يمكن الإشارة إلى أي نقص في الرعاية الذاتية من حيث الصحة الشخصية والنظافة الشخصية والظروف المعيشية على أنها إهمال ذاتي. يمكن أن يعرف الإهمال الذاتي الشديد بمتلازمة ديوجين.

## الأسباب
يمكن أن يكون إهمال الذات نتيجة لإصابة الدماغ أو الخرف أو المرض العقلي. يمكن أن يكون نتيجة لأي مرض عقلي أو جسدي له تأثير على القدرات البدنية للشخص، ومستويات الطاقة، والاهتمام، والمهارات التنظيمية أو الدافع. يمكن أن يكون الانخفاض في الحافز أيضًا أحد الآثار الجانبية للأدوية النفسية، مما يعرض أولئك الذين يحتاجونهم لخطر الإهمال الذاتي بشكل أكبر مما قد يكون سببه المرض العقلي وحده.

## التعريف
لا يوجد تعريف تشغيلي واضح لإهمال الذات - حيث تشير بعض الأبحاث إلى أنه ليس من الممكن تعريف شامل بسبب تعقيدها. وقد عرّفه جيبونز (2006) على أنه: "عدم القدرة (المقصود أو غير المتعمد) على الحفاظ على مستوى مقبول من الرعاية الذاتية اجتماعياً وثقافياً مع احتمال عواقب وخيمة على صحة ورفاهية الإهمال الذاتي وربما تشمل سلوكيات وخصائص العيش في إهمال الذات ظهور شخصيات غير مهذبة، وأدوات اكتناز وحيوانات أليفة، وإهمال صيانة المنزل، والعيش في بيئة غير نظيفة، وسوء النظافة الشخصية، والسلوكيات غير المركزية. تشير الأبحاث أيضًا إلى السلوكيات مثل عدم الرغبة في تناول الدواء ومشاعر العزلة. يمكن تفسير بعض هذه السلوكيات بالقيود الوظيفية والمالية، بالإضافة إلى الخيارات الشخصية أو أنماط الحياة.

## التصنيف
هناك نوعان من الإهمال الذاتي:
- المتعمد (النشط).

- وغير المتعمد (المنفعل).

يحدث المتعمد عندما يقوم الشخص باختيار واعٍ للانخراط في إهمال الذات. يحدث غير متعمد نتيجة للظروف المرتبطة بالصحة والتي تسهم في خطر تطوير الإهمال الذاتي. يمكن لمجتمعات مختلفة أو العاملين في مجال الرعاية الصحية أن يكون لديهم معتقدات مختلفة فيما يتعلق بمستويات المعيشة المقبولة، مما يجعل إهمال الذات مشكلة خطيرة ومعقدة تتطلب اتخاذ قرارات سريرية واجتماعية وأخلاقية في إدارتها وعلاجها.
إنه أمر أساسي لتأسيس الثقة، العلاقة العلاجية مع شخص يشترك في إهمال الذات لأن تقييد الاستقلالية يمكن أن يكون ضارًا. لودر وآخرون. (2005 ) اقترح أن نهج الممارسة الأفضل ليس هو فرض الخدمات على الشخص.

## عوامل الخطورة
التغيرات المرتبطة بالعمر والتي تؤدي إلى انخفاض وظيفي أو ضعف إدراكي أو هشاشة أو أمراض نفسية تزيد من التعرض للإهمال الذاتي. ولهذا السبب، يُعتقد أنه في حين يمكن أن يحدث الإهمال الذاتي طوال فترة الحياة، هو أكثر شيوعًا عند كبار السن. يعتقد أن الإهمال الذاتي يرتبط بالأمراض العقلية الكامنة. عوامل الخطر هي:
التقدم في السن؛ امراض عقليه؛ الضعف الادراكي؛ مرض عقلي؛ الفص الأمامي. كآبة؛ مرض مزمن؛ نقص التغذية؛ الكحول وإساءة استخدام المواد ؛ الاعتماد الوظيفي والاجتماعي ؛ عزلة اجتماعية؛ وهذيان. ويصاحب العيش في القذارة في بعض الأحيان الخرف أو الإدمان على الكحول أو انفصام الشخصية أو اضطرابات في الشخصية. وعلى النقيض من ذلك، أظهرت الأبحاث أن 30 إلى 50٪ من الأشخاص الذين يعانون من إهمال الذات لم يظهروا أي اضطرابات نفسية من شأنها أن تفسر سلوكهم. هناك نماذج بديلة للنموذج الطبي، مثل النواحي الاجتماعية والنفسية، تقدم منظورات أوسع تأخذ بعين الاعتبار التعقيدات والعوامل المرتبطة بالإهمال الذاتي. [بحاجة لمصدر] تؤكد هذه النماذج البديلة على القيم الثقافية والاجتماعية والظروف الشخصية، وتفترض أن الإهمال الذاتي يتطور بمرور الوقت ويمكن أن يتجذر في العلاقات الأسرية والقيم الثقافية.

## الآثار
بدون نظافة شخصية كافية، يمكن أن تتطور القروح وقد تصاب الجروح الطفيفة بالعدوى. قد تتفاقم المشاكل الصحية القائمة، بسبب عدم الاهتمام الكافي بهم من قبل الفرد. قد يعني إهمال النظافة الشخصية أن الشخص يعاني من صعوبات اجتماعية وعزلة. يمكن أن يؤدي الإهمال الذاتي أيضًا إلى انخفاض الفرد بشكل عام في محاولات الحفاظ على نمط حياة صحي، مع زيادة التدخين أو إساءة استخدام العقاقير أو عدم ممارسة الرياضة. وقد تؤدي أي أسباب عقلية لإهمال الذات إلى رفض الأفراد تقديم المساعدة من الخدمات الطبية أو الخدمات الاجتماعية للكبار.

## العلاج
قد يشمل العلاج معالجة سبب إهمال الفرد لذاته، مع علاجات مثل تلك المتعلقة بالاكتئاب أو الخرف أو أي مشاكل جسدية تعيق قدرته على رعاية نفسه. يمكن رصد الفرد، بحيث يمكن ملاحظة أي تدهور زائد في صحتهم أو مستويات الرعاية الذاتية واتخاذ إجراءات بشأنها. يمكن أن يشمل العلاج العاملين في الرعاية الذين يقدمون الرعاية المنزلية، أو الذين يقومون بالتطهير، أو ارتداء الملابس أو إطعام الأفراد عند الضرورة، دون التقليل من استقلاليتهم واستقلالهم الذاتي أكثر من كونه ضروريًا. وبالاقتران مع الأمراض الأخرى، قد يكون الإهمال الذاتي أحد المؤشرات التي تشير إلى أن الشخص سيكون مرشحًا للعلاج في المساكن المحمية أو الرعاية السكنية. وهذا من شأنه أيضًا تحسين ظروفهم من خلال توفير فرص للتفاعل الاجتماعي. إذا اعتبر الشخص أنه لا يملك القدرة العقلية على اتخاذ القرارات بشأن رعايته الخاصة، فقد يتم تقسيمه أو إجباره على قبول المساعدة. إذا كان بحوزتهم قدراتهم العقلية، فإن لهم الحق في رفض العلاج.

## استخدامها في تقييم الاحتياجات
يعتبر إهمال النظافة جزءًا من التقييم العالمي للأداء، حيث يشير إلى أدنى مستوى من الأداء الفردي. وهو أيضًا جزء من أنشطة معايير الحياة اليومية المستخدمة لتقييم احتياجات الرعاية الفردية. في المملكة المتحدة تجد صعوبة في الاهتمام بنظافتها البدنية أو الحاجة إلى الغذاء الكافي كجزء من المعايير التي تشير إلى ما إذا كان الشخص مؤهلاً للحصول على بدل المعيشة للمعاقين.